# USS Monssen (DD-436)
Lo USS Monssen (hull classification symbol DD-436) fu un cacciatorpediniere della United States Navy, entrato in servizio nel marzo 1941 come parte della classe Gleaves.
Dopo aver operato nell'ambito della Neutrality Patrol in oceano Atlantico, con lo scoppio della seconda guerra mondiale il cacciatorpediniere fu inviato a operare sul fronte del Pacifico contro le forze dell'Impero giapponese, partecipando a varie azioni come l'incursione aerea su Tokyo e la battaglia delle Midway. Dall'agosto 1942 il Monssen fu in azione nell'ambito della campagna di Guadalcanal; il 13 novembre 1942 il cacciatorpediniere subì gravi danni a opera del tiro delle navi giapponesi nel corso della prima battaglia navale di Guadalcanal, finendo con l'affondare con gravi perite tra il suo equipaggio.

## Storia

### Prime operazioni

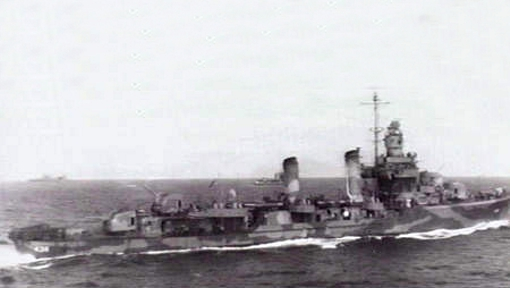
L'unità in navigazione nel 1942

Impostata il 12 luglio 1939 nei cantieri del Puget Sound Naval Shipyard di Bremerton nello Stato di Washington, la nave venne varata il 16 maggio 1940 con il nome di Monssen in onore di Mons Monssen (1867–1930), tenente della US Navy, insignito della Medal of Honor nel 1904 per il coraggio dimostrato durante il servizio sulla USS Missouri (BB-11); madrina del varo fu Mons Monssen, vedova del tenente Monssen. La nave entrò quindi ufficialmente in servizio il 14 marzo 1941, e dopo le esercitazioni di messa a punto fu assegnata in forza all'Atlantic Fleet come parte della Destroyer Division 22; schierato nell'ambito della Neutrality Patrol, per cinque mesi il cacciatorpediniere operò nelle acque dell'oceano Atlantico settentrionale dalle coste del New England a quelle dell'Islanda. Anche dopo l'attacco di Pearl Harbor il 7 dicembre 1941 e l'entrata in guerra degli Stati Uniti il Monssen rimase schierato in Atlantico, svolgendo missioni di scorta ai convogli e di contrasto agli U-Boot tedeschi fino a 9 febbraio 1942, quando entrò in cantiere al Boston Navy Yard per lavori di manutenzione in vista del suo prevsito trasferimento nell'oceano Pacifico.
Il 31 marzo 1942 il Monssen arrivò a San Francisco, da dove il 2 aprile seguente ripartì in forza alla Task Force 16 incentrata sulla portaerei USS Hornet; carica di bombardieri a lungo raggio North American B-25 Mitchell, la portaerei si diresse al largo delle coste del Giappone per lanciare, il 18 aprile, la prima incursione aerea su Tokyo, rientrando subito dopo nella base di Pearl Harbor. La TF 16, con il Monssen sempre aggregato, ripartì il 30 aprile per dirigere nel Pacifico meridionale, mancando per pochi giorni la partecipazione alla battaglia del Mar dei Coralli, rientrando quindi a Pearl Harbor il 26 maggio seguente. Due giorni dopo la TF 16 riprese il mare, questa volta in direzione dell'atollo di Midway verso cui stava convergendo una grossa flotta nipponica; il Monssen fu quindi presente alla battaglia delle Midway tra il 4 e il 6 giugno, conclusasi con una decisiva vittoria statunitense.
Dopo un mese di sosta a Pearl Harbor, il Monssen si trasferì alle isole Tonga in vista dell'inizio dell'offensiva statunitense nella zona delle isole Salomone. Tra il 7 e l'8 agosto il Monssen e il cacciatorpediniere USS Buchanan supportarono con il fuoco dei loro cannoni l'occupazione da parte dei reparti di marine statunitensi degli isolotti di Gavutu e Tanambogo, passando poi a pattugliare le acque della vicina isola di Guadalcanal dove aveva appena preso il via una violenta campagna contro i reparti giapponesi. Il Monssen fu presente tra il 23 e il 25 agosto alla battaglia delle Salomone Orientali contro la flotta giapponese, operando con la Task Force 16 incentrata sulla portaerei USS Enterprise; il 31 agosto seguente, dopo che la portaerei USS Saratoga venne silurata da un sommergibile giapponese mentre operava al largo di Guadalcanal, il Monssen la scortò in salvo alle Tonga.

### L'affondamento

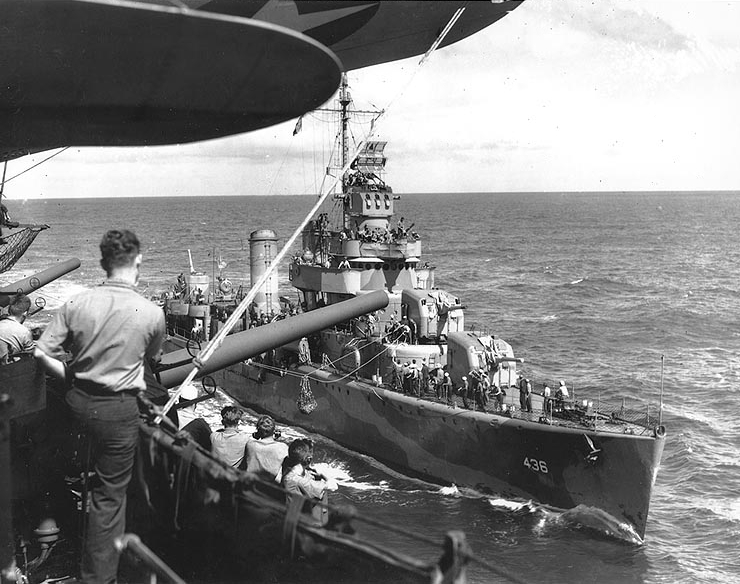
Il Monssen affianca la portaerei Enterprise in una foto del 1942

Il cacciatorpediniere tornò a operare nelle acque di Guadalcanal dal 18 settembre, scortando i convogli di rifornimento statunitensi e svolgendo pattugliamenti per contrastare gli analoghi movimenti navali nipponici. L'8 novembre il Monssen lasciò Noumea come parte del Task Group 67.4 del contrammiraglio Daniel Callaghan, incaricato di scortare un convoglio di truppe a Guadalcanal; arrivata a destinazione il 12 novembre, la forza fu oggetto di un attacco aereo giapponese mentre i trasporti portavano a riva il loro carico e il Monssen impegnò il suo armamento antiaereo per respingere l'assalto. Dopo aver rimesso i trasporti sulla via di rientro per Espiritu Santo, la forza di Callaghan invertì la rotta per dirigere all'intercettamento di una forza navale giapponese segnalata come in arrivo nelle acque di Guadalcanal.
Intorno alle 01:40 del 13 novembre le unità statunitensi avvistarono le navi giapponesi, dirette a bombardare la base aerea statunitense di Henderson Field, dando quindi inizio alla prima battaglia navale di Guadalcanal. Le due forze si scontrarono in mezzo al buio in maniera piuttosto confusa, infliggendosi reciproci danni; rimasto isolato dal resto della sua squadra, il Monssen tentò un attacco con cannoni e siluri alla nave da battaglia giapponese Hiei, ma intorno alle 02:20 fu affrontato dai cacciatorpediniere Asagumo, Murasame e Samidare incassando in rapida successione non meno di 37 colpi di grosso calibro e venendo ridotto a un relitto immobile e in fiamme. Dopo aver lottato una ventina di minuti nel tentativo di salvare l'unità, l'equipaggio abbandonò la nave ormai condannata; lo scafo continuò a bruciare per tutta la mattina successiva, affondando solo nel pomeriggio del 13 novembre; tra l'equipaggio si contarono 145 morti e 97 feriti.